# ОМЗ-Литейное производство
«ОМЗ — Литейное производство» (сокращённое название — «ОМЗ-ЛП») — советская и российская металлургическая компания, занимающаяся производством фасонных отливок из стали для общего машиностроения, энергомашиностроения, тяжёлой и металлургической промышленности, судостроения, химической и нефтегазовой промышленности, горного и дробильного оборудования. Компания входит в состав ОАО Объединенные машиностроительные заводы (группа ОМЗ).
Полное фирменное наименование — Общество с ограниченной ответственностью «ОМЗ — Литейное производство» (сокращённое фирменное наименование — ООО «ОМЗ-ЛП»). 

## История
«ОМЗ — Литейное производство» было сформировано на базе литейных цехов Ижорского завода. На ИЗ литейное дело началось с изготовления отливок различного назначения из меди при Петре I. Современная история литейного производства на ИЗ начинается в 1963 году, когда был построен сталелитейный цех № 38. В том же году была отлита первая отливка.
Советский период. Важным этапом в развитии литейного производства на ИЗ стало создание в конце 1960-х — начале 1970-х гг. технологии изготовления отливок для энергомашиностроения, в частности — для гидравлических турбин: разработка сварно-литых заготовок, освоение технологии разливки из двух и более ковшей одновременно. В 1970-х — 1980-х одним из основных видов продукции стали отливки для карьерных экскаваторов, производимых на ИЗ. Технология изготовления отливок для судостроения была успешно освоена литейщиками ИЗ в советские годы, что тогда позволило предприятию стать монополистом по производству крупных отливок для судостроения.
90-е годы. Перестройка довольно чувствительно прошлась по литейному производству предприятия. Выпуск литья сократился более чем в 2 раза (против уровня 1970—1980-х гг.), ухудшилось материально-техническое обеспечение, производство существовало в рамках выживания, выполняя заказы от случая к случаю.
В 2000-х годах. В 2007 литейное производство вошло в группу ОМЗ и получило название ООО «ОМЗ-ЛП», тогда же была запущена масштабная модернизация производственных мощностей.
В настоящее время завод переживает новый этап развития производства, расширяет номенклатуру выпускаемой продукции и работает в направлении минимизации вредного воздействия на окружающую среду.
В 2017 году вошло в состав ООО УК "УЗТМ-КАРТЭКС"
В сентябре 2019 году - реорганизовано в Филиал ООО "ИЗ-КАРТЭКС имени П.Г. Коробкова" - ЛП

## Деятельность
Основное направление деятельности ОМЗ-ЛП — выпуск фасонных отливок из стали для:
- крупных карьерных экскаваторов и буровых машин;
- дробильно-размольного оборудования;
- оборудования АЭС;
- гидроэнергетики[6];
- паровых и газовых турбин;
- компрессоров и нагнетателей;
- общего машиностроения, тяжёлой и металлургической промышленности[7];
- судостроения[8].